# Воздух (картина Арчимбольдо)
«Воздух» (итал. l'Aria) — картина итальянского художника Джузеппе Арчимбольдо (итал. Giuseppe Arcimboldo; 1527—1593), написанная им в 1566 году. Оригинал не сохранился.  Копия неопределённой даты находится в частной коллекции в Швейцарии. Картина отличается от других работ этого цикла техникой исполнения и размером — 74,4 × 56 см. Выполнена маслом на холсте.

## Описание
«Воздух» — картина  из цикла «Четыре стихии», который художник подарил Максимилиану II в 1569 году вместе с циклом картин «Времена года», тем самым вызвав к себе особое расположение и доверие императора. 
При дворе Максимилиана II Арчимбольдо нашёл для себя благоприятную среду, которую составляли врачи, ботаники, астрономы, алхимики. И, как человек одарённый, художник занимал среди этих людей не последнее место. Здесь ценились книги, искусство, создавалась знаменитая коллекция с причудливыми животными. 
Арчимбольдо жил во времена маньеризма и следовал его принципам. Он искал новый язык для своих картин, изображая природные стихии натуралистичными элементами животного и растительного мира.
Так же, как и другие картины Арчимбольдо, «Воздух» был создан после тщательного изучения природы. Это аллегорический портрет мужчины, целиком составленный из разнообразных птиц — символа воздуха. Картина написана с предельной точностью и вниманием к деталям: хвост фазана имитирует острую бородку, волосы изображены в виде стаи маленьких птиц, а веки заменяет голова утки. Сова и попугай окружают шею. В лице можно разглядеть петуха и индейку. Павлин и выступающий из-за его перьев орёл изображают тело Воздуха и являются символами династии Габсбургов. Воздух олицетворяет полёт, легкость, одухотворение.

## Картины из серии «Четыре стихии»

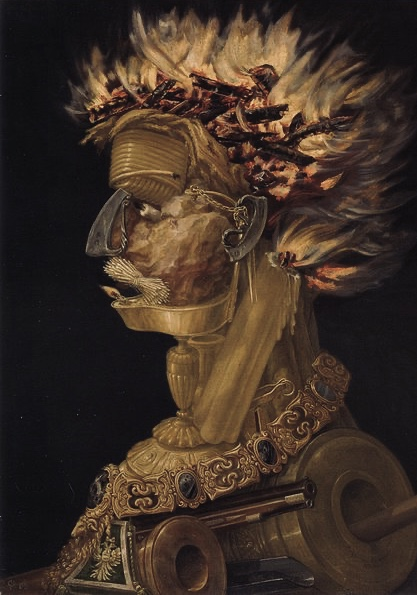
Огонь. 1566 год. Музей истории искусств. Вена
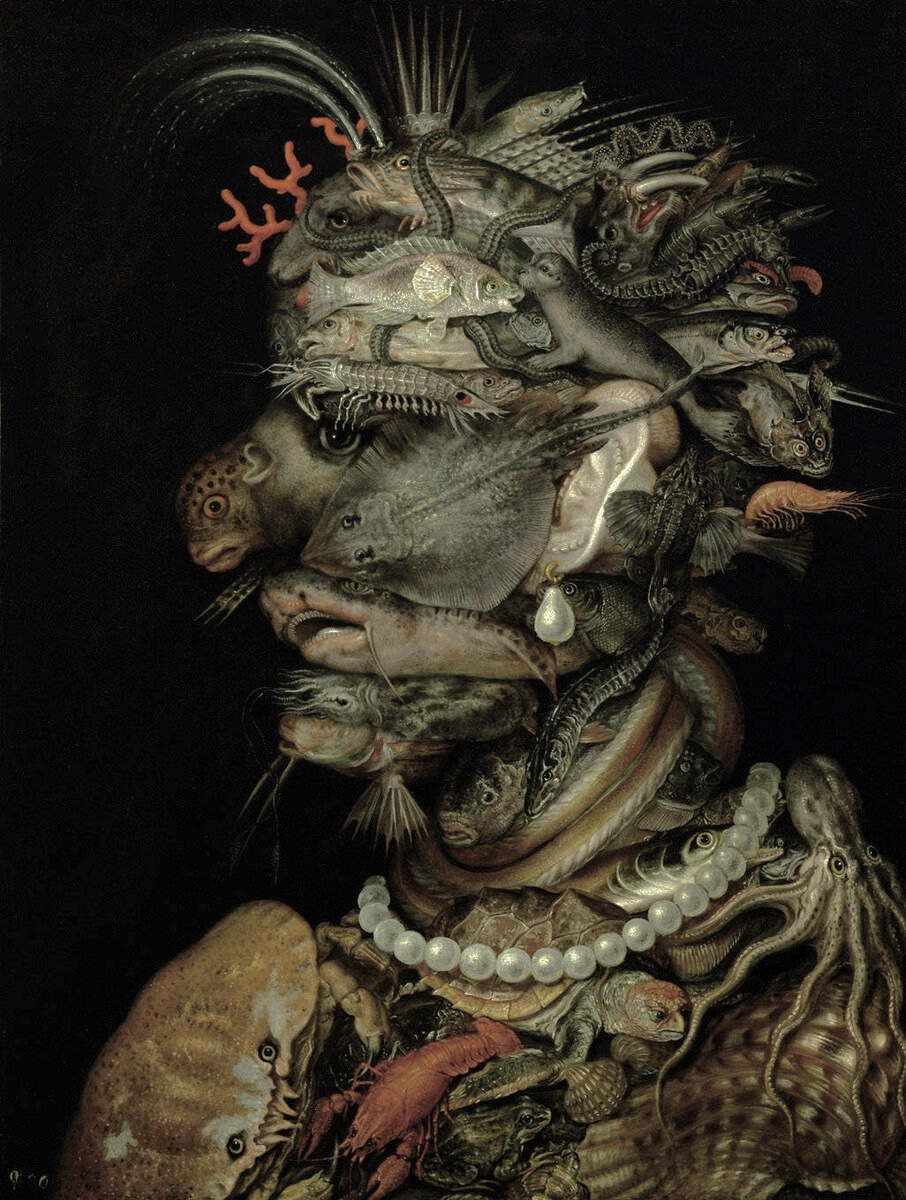
Вода. 1566 год. Музей истории искусств. Вена
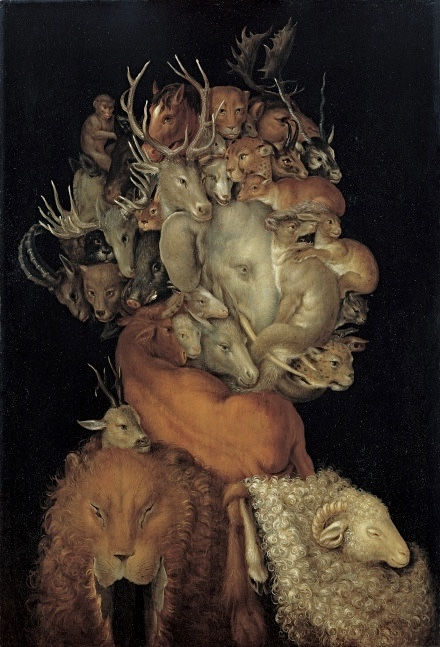
Земля. 1566 год. Коллекция Лихтенштейнов. Вена